# Natthan Pur
Natthan Pur es una ciudad censal situada en el distrito de Dehradun,  en el estado de Uttarakhand (India). Su población es de 13905 habitantes (2011). Se encuentra a 7 km de Dehradun.

## Demografía
Según el censo de 2011 la población de Natthan Pur era de 13905 habitantes, de los cuales 7114 eran hombres y 6791 eran mujeres. Natthan Pur tiene una tasa media de alfabetización del 92,13%, superior a la media estatal del 78,82%: la alfabetización masculina es del 96,19%, y la alfabetización femenina del 87,89%.